# Halerpestes lancifolia
Halerpestes lancifolia (Bertol.) Hand.-Mazz. – gatunek rośliny z rodziny jaskrowatych (Ranunculaceae Juss.). Występuje naturalnie w Kaszmirze, Nepalu oraz w zachodniej części Tybetu. 

## Morfologia
PokrójBylina rozłogowa o lekko owłosionych pędach. Dorasta do 3–10 cm wysokości.
LiścieMają liniowy, lancetowaty bądź owalny kształt. Mierzą 0,5–1,5 cm długości oraz 1–2 cm szerokości. Nasada liścia jest klinowa. Liść jest na brzegu ząbkowany przy wierzchołku. Ogonek liściowy jest nagi i ma 1,5–2,5 cm długości.
KwiatySą pojedyncze. Rozwijają się na szczytach pędów. Mają żółtą barwę. Osiągają 8–9 mm średnicy. Mają 5 owalnych działek kielicha, które dorastają do 4–5 mm długości. Mają 5 podłużnych płatków o długości 4–5 mm.
OwoceNagie niełupki o owalnym kształcie i długości 1–2 mm. Tworzą owoc zbiorowy – wieloniełupkę o kulistym kształcie i 5 mm długości.

## Biologia i ekologia
Rośnie na wilgotnych łąkach. Występuje na wysokości od 3700 do 5100 m n.p.m. Kwitnie od czerwca do lipca, natomiast owoce pojawiają się od lipca do sierpnia.